# جاك روزين
جاك روزين (بالإنجليزية: Jack Rosen)‏ هو محامي أمريكي، ولد في 1949 في ألمانيا.